# Czesław Domaniewski

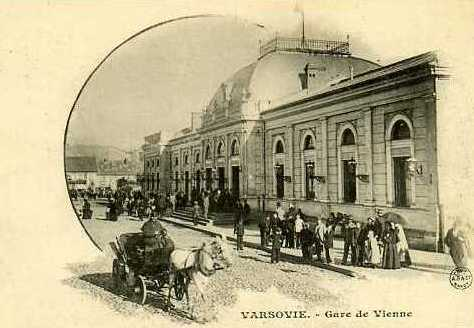
Nowa Poczekalnia dworca Wiedeńskiego z 1900 roku.

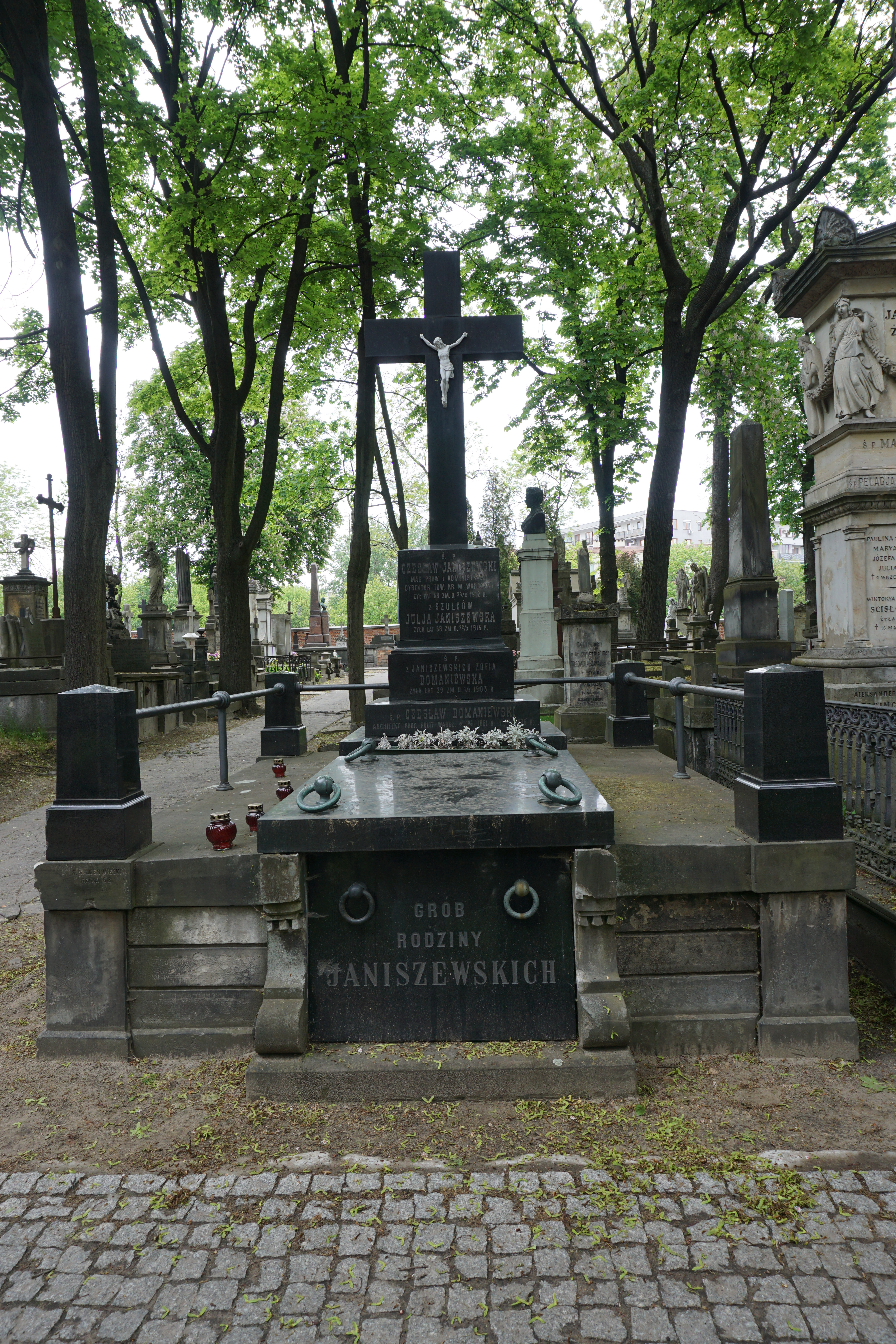
Grób Czesława Domaniewskiego na cmentarzu Powązkowskim w Warszawie.

Czesław Domaniewski (ur. 18 marca 1861 w Gronówku, zm. 14 września 1936 w Warszawie) – polski profesor, architekt, pedagog, naczelny architekt Warszawy, główny architekt Kolei Warszawsko-Wiedeńskiej i Kolei Warszawsko-Kaliskiej, a także dziekan wydziału architektury Politechniki Warszawskiej.

## Życiorys
Syn Romana i Ludwiki z Marszewskich, brat Bolesława Domaniewskiego.
Ukończył szkołę średnią Jana Pankiewicza w Warszawie (1881) oraz tzw. klasę dodatkową w państwowej szkole realnej (1882). Studia na Wydziale Architektury Cesarskiej Akademii Sztuk Pięknych w Petersburgu ukończył w 1889 ze złotym medalem i tytułem artysty-architekta I klasy. Po odbytych praktykach budowlanych, powrócił do Warszawy, gdzie pracował u prof. Józefa Dziekońskiego. W latach 1911–1918 wykładał konstrukcje budowli na Kursach Politechnicznych (1906-1907) na Wydziale Technicznych a także budownictwo na Wydziale Ogrodniczym (1915-1916) Towarzystwa Kursów Naukowych w Warszawie. W latach 1908–1915 był także członkiem TKN. Był także wykładowcą budownictwa wiejskiego na Wyższej Szkole Rolniczej (obecnie Szkoła Główna Gospodarstwa Wiejskiego w Warszawie). Był pracownikiem Rady Komisji Odbudowy Kraju i Racjonalnego Budownictwa Tymczasowej Rady Stanu.
W latach 1914–1915 był członkiem komitetu organizacyjnego Politechniki Warszawskiej. W latach 1917–1920 pełnił funkcję dziekana Wydziału Architektury Politechniki Warszawskiej. Wykładał na Wydziale Architektury (konstrukcję budowli), Wydziale Inżynierii Wodnej (budownictwo wiejskie), Wydziale Inżynierii Lądowej i Wodnej (konstrukcje budowli), Wydziale Chemii (budownictwo przemysłowe). Otrzymał nominację na profesora zwyczajnego w 1919 roku. W 1929 roku na własne życzenie przeszedł na emeryturę po długich latach pracy pedagogicznej, wciąż utrzymując kontakt z Wydziałem Architektury przez udział w posiedzeniach Rady Wydziału i nie przerywając swojej pracy naukowej. W uznaniu zasług położonych dla Wyższej Uczelni mianowany zostaje w 1930 roku Profesorem Honorowym Politechniki Warszawskiej.
Od 11 kwietnia1893 był żonaty z Zofią z Janiszewskich (zm. 1903).
Spoczywa na cmentarzu Powązkowskim w Warszawie (kwatera 19-6-29,30,31).

## Ważniejsze realizacje
- Zakłady Naprawcze Taboru Kolejowego Pruszków (1897)
- Nowa Poczekalnia (pawilon południowy Dworca Wiedeńskiego) w Warszawie (1900)
- Dworzec stacji kolejowej Łódź Kaliska (1902)
- Dworzec stacji kolejowej Kalisz (1902)
- Dworzec stacji kolejowej Ciechocinek (1902)
- Kościół św. Kazimierza w Pruszkowie (1902)
- Pałac Karolin (1911)
- Szpital Karola i Marii na Woli w Warszawie (1913)
- Dworzec stacji kolejowej Zawiercie (1914)

## Ordery i odznaczenia
- Krzyż Komandorski Orderu Odrodzenia Polski (pośmiertnie, 11 listopada 1936)[7]